# Liancourt-Saint-Pierre

Liancourt-Saint-Pierre este o comună în departamentul Oise, Franța. În 1 ianuarie 2022 avea o populație de 577 de locuitori.